# Calycosia macrocyatha
Calycosia macrocyatha är en måreväxtart som beskrevs av Francis Raymond Fosberg. Calycosia macrocyatha ingår i släktet Calycosia och familjen måreväxter.
Artens utbredningsområde är Fiji. Inga underarter finns listade i Catalogue of Life.